# Wet Hot American Summer
Wet Hot American Summer är amerikansk komedi- och kultfilm från 2001 regisserad av David Wain. Filmen handlar om den sista dagen på ett sommarläger år 1981. Den innehåller skådespelarna Janeane Garofalo, David Hyde Pierce, Michael Showalter, Molly Shannon, Paul Rudd, Christopher Meloni, Marguerite Moreau, Elizabeth Banks, Michael Ian Black, Amy Poehler, Zak Orth och medlemmar från MTVs sketchkomedi-grupp The State. Den skrevs av Wain och Showalter.

## Handling
Filmen utspelar sig på fiktiva Camp Firewood, nära Waterville i Maine. Det är sista dagen på sommarlägret och sista dagen för barnen och ledarna att hitta någon att kyssa i slutet av den stora talangshowen senare på kvällen. Beth (Garofalo), lägerledaren, kämpar med att hålla ordning på sina ledare - och hålla barnen levande - men hon blir kär i Henry (Pierce), en astrofysikprofessor vid det lokala colleget. Henry måste komma på en plan att rädda lägret från en del av NASAs SkyLab som faller mot lägret. Coop (Showalter) är förälskad i Katie (Moreau), men han måste få bort henne från hennes rebelliska och tydligt otrogna pojkvän Andy (Rudd). Endast Gene (Meloni), den granatchockade Vietnamveteranen och lägerkocken, kan hjälpa Coop att vinna Katie - med lite hjälp från en talade burk med grönsaker.

## Bakgrund
Filmen är baserad på Wains erfarenheter från Camp Modin, ett judiskt läger, som då låg i Canaan i Maine och Showalters från Camp Mohawk i Cheshire, Massachusetts. I en scen åker ledarna på en resa till Waterville som inte ligger lång ifrån lägret. Det är även en parodi på sommarlägerfilmer som gjordes under 1980-talet, till exempel Meatballs.
Den filmades på senvåren och det regnade under stora delar av filmningsschemat. Utomhusscener filmades så fort det fanns chans. I många scener kan man se regn utanför i inomhusscener och i nästa scen lämnar de byggnaden och solen skiner. Filmen följer The States satiriska humor, med mycket absurdism, non sequitur och toaletthumor.
Filmen spelades i på Camp Towanda i Honesdale i Pennsylvania.
Eftersom filmer utspelar sig under tidigt 1980-tal innehåller filmens soundtrack många populära band från den eran, bland annat Jefferson Starship, Rick Springfield, Loverboy och KISS.

## Mottagande
Wet Hot American Summer fick mest negativa recensioner av kritiker. I april 2007 hade den 42/100 på Metacritic och 30 % på Rotten Tomatoes. Roger Ebert gav filmen en stjärna av fyra och hatade den så mycket att recensionen tog form av en satirisk hyllning till Allan Shermans Hello Muddah, Hello Fadduh. I kontrast gav Owen Gleiberman på Entertainment Weekly filmen "A" och utnämnde den till en av de tio bästa filmerna det året.

## Förspel
Wain har bekräftat att han kanske kommer att göra en film om tiden innan Wet Hot American Summer. Filmen skulle utspela sig tidigare samma sommar. En del av skämtet skulle vara att skådespelarna som då var tio år äldre än rollen de spelade, nu skulle spela en yngre version av samma roll, men nu vara 20 år äldre. Filmen skulle ha samma skådespelare som originalet.

## Rollista (urval)
| Janeane Garofalo   | – Beth                |
| David Hyde Pierce  | – Henry               |
| Michael Showalter  | – Coop / Alan Shemper |
| Marguerite Moreau  | – Katie               |
| Michael Ian Black  | – McKinley            |
| Zak Orth           | – J.J.                |
| A.D. Miles         | – Gary                |
| Paul Rudd          | – Andy                |
| Christopher Meloni | – Gene                |
| Elizabeth Banks    | – Lindsay             |
| Benjamin Coppola   | – Bobby               |
| Kyle Gallner       | – Bobbys kompis       |